# Charneca de Caparica e Sobreda
Charneca de Caparica e Sobreda (llamada oficialmente União das Freguesias de Charneca de Caparica e Sobreda) es una freguesia portuguesa del municipio de Almada, distrito de Setúbal.

## Historia
Fue creada el 28 de enero de 2013 en aplicación de una resolución de la Asamblea de la República de Portugal promulgada el 16 de enero de 2013 con la unión de las freguesias de Charneca de Caparica y Sobreda, pasando su sede a estar situada en la antigua freguesia de Charneca de Caparica.

## Demografía
| Gráfica de evolución demográfica de Charneca de Caparica e Sobreda entre 2011 y 2021 |
|                                                                                      |
| Datos según el nomenclátor publicado por el INE portugués.                           |